# Почти святой
«Почти святой» (англ. Almost holy) — документальный фильм Стива Хувера о служении мариупольского пастора Геннадия Мохненко.
Фильм, выпущенный в 2015 году, стал лауреатом нескольких кинофестивалей, в том числе получил Гран-при российского Артдокфеста.

## Сюжет
Фильм рассказывает о пасторе из Мариуполя Геннадии Мохненко, который патрулирует улицы своего города и силой забирает бездомных детей к себе в приют, получивший название «Республика Пилигрим». Центральной темой фильма стали неоднозначные воспитательные методы пастора. Именно они сделали Геннадия в глазах одних людей народным героем, в глазах других — самозваным спасителем, который спасает людей против их воли.

## Производство
Фильм создавался 2 года, с 2012 по 2014. Средства на производство фильма собирались на сайте Kickstarter. Во время съёмок фильма в Донецке в марте 2014 года команда Стива Хувера подверглась нападению пророссийски настроенных митингующих.
Первоначально картина называлась «Геннадий», однако в октябре 2014 года название было заменено на «Крокодил Геннадий». В данном наименовании содержалась отсылка к советскому мультфильму Романа Качанова «Крокодил Гена». Наконец, в 2016 году американская компания The Orchard, выкупившая права на фильм и выпуская его в коммерческий кинопрокат, сменила название ленты на «Почти святой» (англ. Almost holy).

## Премьера и прокат
Мировая премьера фильма прошла 16 апреля 2015 года в Нью-Йорке на кинофестивале Трайбека. Заключительные титры фильма зрители встретили овациями. В широкий прокат в США фильм вышел в мае 2016 года.
Премьера картины в России состоялась в декабре 2015 года на кинофестивале Артдокфест. На Украине фильм впервые был показан 26 марта 2016 года на Международном фестивале документального кино о правах человека Dokudays в Киеве. Прокат картины в украинских кинотеатрах начался в июне того же года.
Премьера фильма в Канаде прошла 7 апреля 2016 года на Международном кинофестивале Human Right Watch в Торонто. В Великобритании фильм впервые был показан 18 апреля 2016 на кинофестивале Белфаста; в августе картина вышла на экраны британских кинотеатров. Тогда же издание «Гардиан» включило фильм в список пяти лучших фильмов недели.

## Критика
«Я не припомню другого фильма, где было бы так ясно – не сказано, а показано, – что единственное спасение России (я имею в виду все пространство бывшей империи) – Христос». Наталья Сиривля. «Искусство кино»
Фильм получил восторженные отзывы критиков и зрителей. На сайте Rotten Tomatoes кинолента имеет рейтинг 98 %. На Metacritic фильм получил 73 балла из 100.
Сайт Международного кинофестиваля в Торонто назвал картину лучшим фильмом года о супергерое.
Росс Бембенек охарактеризовал фильм как «серьёзный, грубый и жестокий удар по лицу». Британская кинокритик Дженни Кермод в образе Геннадия увидела «портрет нации, борющейся за своё будущее».
Рецензии и обзоры фильма разместили такие издания, как The Hollywood Reporter, The Wall Street Journal, русская служба Би-би-си, PopMatters, Slant Magazine, Columbus Alive, The Brooklyn Rail, Time Out, Vice и др.

### Награды
- лучший документальный фильм — Канзасский международный кинофестиваль (2015)
- лучший документальный фильм — Гавайский международный кинофестиваль (2015)
- лучший документальный фильм — Кинофестиваль Литл-Рока (2015)
- специальное упоминание жюри — Международный кинофестиваль Sidewalk (2015)
- лучший документальный фильм — Кинофестиваль в Крестед Бате (2015)
- гран-при — Артдокфест (2015)

## Интересные факты
- В фильме показан момент, когда Геннадий Мохненко читает статью о себе самом в Википедии, а именно — раздел критики, в котором он обвиняется в «поиске славы» и «стремлении к власти»[24][25].